# Episodi di The Originals (quinta stagione)
La quinta e ultima stagione della serie televisiva The Originals, composta da tredici episodi, è stata trasmessa sul canale statunitense The CW dal 18 aprile al 1º agosto 2018.
In Italia, la stagione viene trasmessa in prima visione assoluta su Premium Action di Mediaset Premium dal 17 ottobre 2018 al 9 gennaio 2019. È stata trasmessa in chiaro dal 4 al 15 novembre 2019 su La5.
A partire da questa stagione entrano nel cast principale Danielle Rose Russell e Steven Krueger. Durante questa stagione esce dal cast principale Steven Krueger. Claire Holt, Leah Pipes e Danielle Campbell ricompaiono come guest star. Candice King e Matt Davis di The Vampire Diaries compaiono come guest star.
Gli antagonisti principali sono Greta Sienna e il suo esercito di vampiri.
| n° | Titolo originale                        | Titolo italiano                    | Prima TV USA   | Prima TV Italia  |
| -- | --------------------------------------- | ---------------------------------- | -------------- | ---------------- |
| 1  | Where You Left Your Heart               | Ritorno a New Orleans              | 18 aprile 2018 | 17 ottobre 2018  |
| 2  | One Wrong Turn on Bourbon               | Presagi di sventura                | 25 aprile 2018 | 24 ottobre 2018  |
| 3  | Ne Me Quitte Pas                        | Non guardarti indietro             | 2 maggio 2018  | 31 ottobre 2018  |
| 4  | Between the Devil and the Deep Blue Sea | Ultimatum                          | 9 maggio 2018  | 7 novembre 2018  |
| 5  | Don't It Just Break Your Heart          | Le colpe di Klaus                  | 16 maggio 2018 | 14 novembre 2018 |
| 6  | What, Will, I, Have, Left               | La fuga di Hope                    | 30 maggio 2018 | 21 novembre 2018 |
| 7  | God's Gonna Trouble the Water           | L'ultima profezia                  | 6 giugno 2018  | 28 novembre 2018 |
| 8  | The Kindness of Strangers               | La gentilezza degli sconosciuti    | 13 giugno 2018 | 5 dicembre 2018  |
| 9  | We Have Not Long to Love                | Non ci resta molto tempo per amare | 20 giugno 2018 | 12 dicembre 2018 |
| 10 | There in the Disappearing Light         | Il destino di Ivy                  | 11 luglio 2018 | 19 dicembre 2018 |
| 11 | Til the Day I Die                       | La trasformazione                  | 18 luglio 2018 | 26 dicembre 2018 |
| 12 | The Tale of Two Wolves                  | Racconto di due lupi               | 25 luglio 2018 | 2 gennaio 2019   |
| 13 | When the Saints Go Marching In          | La promessa                        | 1º agosto 2018 | 9 gennaio 2019   |

## Ritorno a New Orleans
- Titolo originale: Where You Left Your Heart
- Diretto da: Lance Anderson
- Scritto da: Marguerite MacIntyre

### Trama
Sono passati ormai sette anni da quando Klaus, Rebekah, Elijah e Kol hanno abbandonato New Orleans in seguito all'incantesimo che ha permesso di trasferire dentro i loro corpi lo spirito maligno di Inadu e salvare Hope. Come promesso, i quattro fratelli si sono divisi per evitare che il potere si ricongiunga in un unico posto e uccida Hope. Elijah lavora come pianista in un bar a Manosque, ha perso ogni ricordo della sua famiglia dopo che Marcel ha manipolato i suoi ricordi; Kol e Davina si sono sposati e ora si trovano in Belize; Rebekah e Marcel si sono trasferiti a New York; Klaus si trasferisce di continuo e sentendo la mancanza della sua famiglia si sente perso, inoltre senza il fratello Elijah che lo tiene a freno è tornato a essere l'assassino violento e arrogante di una volta.
A New Orleans è vissuta la pace tra le specie soprannaturali per sette anni, grazie al lavoro di Hayley, Vincent, Freya e Josh a capo delle fazioni, tra l'altro Hayley ora frequenta il giovane e affascinante cuoco Declan. Questa pace però sembra destinata a finire a causa di Hope, tornata a casa dopo essere stata espulsa dalla Salvatore Boarding School, colpevole di aver trasformato il licantropo Henry in un ibrido dietro pagamento.
Con i soldi guadagnati Hope compra un passaporto, decisa a andare a cercare Klaus, che da cinque anni ha smesso di tenersi in contatto con sua figlia. Henry non riuscendo a controllare il suo istinto da ibrido, uccide un vampiro di nome Poppy, e gli altri vampiri del quartiere pretendono che lui paghi. Hayley cerca di risolvere il problema creato dalla figlia e si propone come guida per il giovane ibrido, sperando che i vampiri non lo vedano più come una minaccia e lo lascino vivere.
Klaus nel frattempo decide di parlare con Elijah, non riuscendo più a tenere le distanze, ma la vicinanza di due parti del Vuoto scatenano una serie di eventi preoccupanti: infatti mentre Rebekah si fa il bagno nota che l'acqua si tramuta in sangue e i fiori appassiscono. Marcel chiede a Rebekah di sposarlo dandole due buste, in una c'è la risposta positiva mentre nell'altra quella di un eventuale rifiuto, Rebekah vorrebbe però prima ricongiungersi alla sua famiglia, ma Marcel è stufo che la sua amata metta sempre i suoi fratelli al primo posto, poi un fattorino che lavora per Rebekah gli dà la busta con la risposta negativa, e Marcel decide di tornare a New Orleans non avendo più ragioni per restare a New York. Caroline, chiamata da Rebekah e Hayley, raggiunge Klaus e gli spiega che è preoccupata per Hope, in quanto è giunta voce degli omicidi dell'Originale fino a New Orleans e lo invita a riprendere i contatti con la figlia, tra l'altro ha capito che le uccisioni di Klaus non sono casuali: sta uccidendo i discendenti dei suoi nemici per evitare che facciano del male a Elijah ora che senza ricordi è più vulnerabile che mai.
Rebekah va a trovare Elijah e come sempre gli effetti del Vuoto si fanno vedere a causa della loro vicinanza infatti a New Orleans incomincia a piovere sangue. Hope e Kol parlano al cellulare, lo zio le dice che probabilmente Klaus tornerebbe a New Orleans se accadesse qualcosa di brutto.
Hayley mentre parla al cellulare viene rapita da qualcuno, il suo cellulare viene ritrovato e portato a Freya, che avverte Hope della sparizione di sua madre, proprio in quel momento riceve una telefonata da Klaus, Hope risponde spiegando a suo padre la situazione, Klaus decide così di tornare a New Orleans per cercare Hayley.
- Special guest star: Claire Holt (Rebekah Mikaelson), Candice King (Caroline Forbes).
- Guest star: Nathaniel Buzolic (Kol Mikaelson), Demetrius Bridges (Dorian Williams), Torrance Coombs (Declan O'Connell), Jedidiah Goodacre (Roman Sienna), Christina Moses (Keelin), Alexis Louder (Lisina), Nadine Lewington (Greta Sienna).
- Altri interpreti: Katie Cook (Poppy), Nicholas Alexander (Henry Benoit).
- Ascolti USA: telespettatori 970 000 – share (18–49 anni) 2%[3]

## Presagi di sventura
- Titolo originale: One Wrong Turn on Bourbon
- Diretto da: Carol Banker
- Scritto da: Carina Adly MacKenzie

### Trama
Hayley è ormai scomparsa da giorni e Klaus torna a New Orleans con grande felicità di Freya che abbraccia suo fratello, lui vuole aiutare Freya nelle ricerche, e Hope nota che i fiori appassiscono, con sua grande felicità, perché ha capito che questo è un effetto della sua vicinanza con il Vuoto e può voler dire solo una cosa, ovvero che suo padre è tornato. A casa Mikaelson, Hope incontra Roman, suo compagno di scuola vampiro della Salvatore Boarding School, lui vorrebbe delle notizie su Henry. Marcel è tornato a New Orleans, e tutti i vampiri sono sul piede di guerra a causa della morte di Poppy, infatti vogliono che Henry paghi per il suo errore, trovando pieno sostegno da parte di Greta, che Marcel non prende molto in simpatia, Josh gli spiega che Greta è un vampiro che si è trasferita a New Orleans già da due anni, tra l'altro Josh rivela a Marcel che quest'ultimo non gode più di molta simpatia tra i vampiri del quartiere dato che lui è una Bestia, e dunque diversamente dagli altri vampiri lui è immune ai morsi dei licantropi e degli ibridi, e perciò è su un piano diverso dal loro. Klaus ha uno scontro con Declan, il quale non sa dove sia Hayley, ma che si scopre avere instaurato un forte legame con Hope. Mentre Klaus sta per uccidere il cuoco, Hope irrompe al Rousseau, salvandogli la vita, poi Klaus con la compulsione cancella a Declan la memoria su quello che è appena accaduto. Nel frattempo Marcel si reca nel Bayou con Josh e gli altri vampiri per portare Henry in città e restaurare la pace tra le fazioni soprannaturali. Uno dei licantropi, Lisina cerca di tenere Henry al sicuro in casa sua dove i vampiri non possono entrare senza il suo permesso, tranne Josh dato che in passato lo invitò a entrare in quanto lui e Lisina sono buoni amici. Josh spiega a Lisina che Henry deve assumersi la responsabilità di ciò che ha fatto, Marcel le promette che murerà Henry lasciandolo disidratato per qualche anno e poi lo libererà e lo introdurrà nella comunità dei vampiri. Lisina permette quindi a Marcel di prendersi Henry. Freya, confortata dal ritorno di Keelin, suggerisce a Vincent di discutere dei suoi dubbi sul futuro della città con Ivy, la miglior veggente di New Orleans. Tornata a casa, Hope becca Roman a curiosare tra gli oggetti di famiglia e gli rivela la sua vera identità, dicendogli di chiamarsi Hope Mikaelson e non Marshall. Josh e Marcel interrogano Henry e scoprono chè è stato lui a sequestrare Hayley su ordine di Hope, infatti essendo stato trasformato in un ibrido con il sangue della giovane Mikaelson è asservito a lei. Klaus, infuriato, affronta la figlia, che gli confessa di aver compiuto un gesto così estremo soltanto per riportarlo a New Orleans e poterlo riavere finalmente vicino. I due hanno un duro diverbio e, tramite un flashback, si scopre che a nove anni Hope ha rintracciato suo padre e lo raggiunse con la proiezione astrale, lo vide massacrare alcune persone, e Klaus, accortosi della sua presenza, ha da quel momento deciso di interrompere i contatti con la figlia. Marcel punisce Henry, murandolo nel suo giardino dell'espiazione e Hope allevia la pena del ragazzo grazie al suo legame di asservimento e confessa poi a Marcel di temere che Klaus non le voglia più bene, e che per lei è difficile portare il peso di tutti i sacrifici che la famiglia ha fatto per lei, ma Marcel le spiega che Klaus non smetterà mai di amarla e che lei vale tutti i sacrifici compiuti, infine le dà un abbraccio. Vincent si fa leggere le carte da Ivy, lui è della convinzione che Klaus sia un problema per New Orleans, ma poi Vincent afferra la carta dell'Imperatrice, questo significa che in realtà non è Klaus la minaccia ma Hope, in effetti Ivy ricorda che Sabine Laurent aveva associato a Hope la fine della città. Le carte prendono fuoco tranne tre: il Sole, la Temperanza e il Carro, segni di buon auspicio, ma poi le tre carte prendono fuoco e ne appaiono altre tre, ovvero l'Impiccato, il Diavolo e la Torre, segni di sventura. Vincent non accetta che Hope possa veramente rappresentare la rovina di New Orleans, perché il futuro non è mai stabilito e anche se Hope ha il potere di distruggere New Orleans, è anche vero che potrebbe dare il via a una rivoluzione. Klaus legge nella mente di Hope e scopre che Hayley è tenuta prigioniera in una bara alla chiesa di St. Anne, dove Hope aveva occultato la madre in una bara, ma questa è rotta, vi sono segni di lotta e sangue ovunque e di Hayley nessuna traccia. Di nuovo a casa, Klaus informa la figlia della scomparsa di Hayley e Hope, in preda al panico, vomita un serpente, chiara minaccia del ritorno del Vuoto dovuto al suo ricongiungimento col padre che, dopo averle detto "ti voglio bene", le promette di trovare sua madre. Josh fa tenere presente a Marcel che quando lui era a New York è stato proprio Josh a mantenere la pace a New Orleans e sotto il suo controllo non è morto nessuno, almeno fino all'arrivo di Hope, affermando che Henry era solo un "sintomo" e che la vera "malattia" è proprio la giovane Mikaelson. Freya lascia Keelin, dicendole di non riuscire ad amare contemporaneamente sia lei sia la sua famiglia. Mentre Marcel e Josh festeggiano con le fazioni la ritrovata pace, Roman e Hope tornano a Mystic Falls e trovano, nel quartiere francese, Henry impiccato e con il cuore strappato.
- Guest star: Summer Fontana (Hope Mikaelson da bambina), Nadine Lewington (Greta Sienna), Shiva Kalaiselvan (Ivy), Jedidiah Goodacre (Roman Sienna), Torrance Coombs (Declan O'Connell), Alexis Louder (Lisina), Christina Moses (Keelin).
- Altri interpreti: Nicholas Alexander (Henry Benoit), Alexander Babara (Uomo), Alla Greene (Donna).
- Ascolti USA: telespettatori 1 030 000 – share (18–49 anni) 2%[4]

## Non guardarti indietro
- Titolo originale: Ne Me Quitte Pas
- Diretto da: Joseph Morgan
- Scritto da: K.C. Perry e Michelle Paradise

### Trama
Sette anni prima, senza più i suoi ricordi, Elijah si trova a New York e dopo un iniziale smarrimento, conosce una vampira, Antoinette, che lo istruisce su cosa sono e gli spiega che lei non indossa un anello solare per preservare la natura notturna della loro specie.
Qui una notte si imbatte in Marcel, che lo avverte di stare alla larga da New York per via di Rebekah che vive lì anche lei. L'ossessione di Elijah per il suo passato porta Antoinette a rompere con lui, ma Elijah si reca in Francia per cercarla. Sette anni dopo, Elijah ha trovato la felicità con una vita semplice in Francia come pianista in un bar. Chiede ad Antoinette di sposarlo, ma proprio quando stanno per festeggiare, Klaus arriva annunciando il suo piano di portare il fratello con sé. Elijah tuttavia si ribella e rifiuta di aiutarlo ripudiandolo e negando qualsiasi legame con lui e la famiglia. Klaus chiama Freya dicendole di non essere riuscito a trovarlo.
- Guest star: Jaime Murray (Antoinette Sienna).
- Altri interpreti: Neva Howell (Autista dell'autobus), Steven Reddington (Benzinaio), Rick Espaillat (Pierre), Konata J. Nicholson (DJ).
- Ascolti USA: telespettatori 900 000 – share (18–49 anni) 2%[5]

## Ultimatum
- Titolo originale: Between the Devil and the Deep Blue Sea
- Diretto da: Michael Grossman
- Scritto da: Beau DeMayo e Kyle Arrington

### Trama
Klaus finisce per minacciare tutte le fazioni a New Orleans a seguito della scomparsa di Hayley. Quando i suoi tentativi di trovarla falliscono, prende in ostaggio un membro per fazione, incluso Josh.
Nonostante Marcel cerchi di calmarlo, la situazione con gli ostaggi finisce nel peggiore dei modi: Klaus uccide il lupo e la strega, ma Vincent arriva in tempo per fermarlo e salvare Josh. Nel frattempo, Freya si reca alla Salvatore Boarding School per spiegare a Hope cosa comporta essere una strega primogenita Mikaelson. Alla fine, Marcel e Klaus capiscono che sono i Vampiri i responsabili della sparizione di Hayley, perché se i lupi e le streghe hanno fatto di tutto per aiutare, i vampiri non hanno fatto altro che opporre resistenza. I due si alleano quindi per ristabilire il potere in città sotto il loro comando.
- Guest star: Shiva Kalaiselvan (Ivy), Alexis Louder (Lisina), Nadine Lewington (Greta Sienna), Jedidiah Goodacre (Roman Sienna).
- Altri interpreti: Malone Thomas (Colette), Jason Burkey (David), David DeLao (Vampiro senza testa).
- Ascolti USA: telespettatori 760 000 – share (18–49 anni) 1%[6]

## Le colpe di Klaus
- Titolo originale: Don't It Just Break Your Heart
- Diretto da: Jeffrey W. Byrd
- Scritto da: Bianca Sams e Jeffrey Lieber (soggetto); Jeffrey Lieber (sceneggiatura)

### Trama
Marcel e Klaus irrompono nel quartier generale dei vampiri, uccidendo tutti, eccetto Greta che ammette essere la responsabile del rapimento di Hayley. Mentre la dissanguano nella cripta della villa Mikaelson per farle espellere la verbena che ha in corpo e indurla a confessare con la compulsione, lei spiega che Hayley sarà rilasciata sana e salva se Hope si sottoporrà allo stesso incantesimo che usò Esther quando vincolò la parte di lupo mannaro in Klaus. Marcel contatta Freya, che, riluttante, incomincia su richiesta di Hope l'incantesimo per vincolare la sua parte di licantropo, creando una pietra di luna, ma Klaus arriva in tempo per bloccarla, lui infatti vuole evitare a Hope la stessa umiliazione che Esther e Mikael imposero a Klaus più di mille anni fa. Greta fa notare a Josh che a New Orleans era regnata la pace alimeno fino al momento in cui Hope non ha generato un ibrido che ha ucciso Poppy, e in effetti Josh confessa a Marcel che non è completamente in disaccordo con Greta. Quest'ultima racconta a Klaus la storia dell'origine dell'odio che lei prova per l'Ibrido Originale, e contemporaneamente a Manosque anche Antoinette racconta a Elijah la stessa storia: tutto ebbe inizio a Rostock nel 1933, Greta era sposata con il vampiro August Muller, un pittore e sostenitore del fascismo, Greta e August erano i genitori adottivi di Antoinette. Klaus a quel tempo si era fermato a Rostock e lì che si ricongiunse con Elijah dopo che i due si erano separati a New Orleans nel 1919, Klaus disse a Elijah che Rebekah si era separata da lui e che al momento viveva felice insieme a Stefan Salvatore. Klaus non vedeva di buon occhio August, il quale insieme a un gruppo di vampiri da lui guidati che condividevano la sua visione sulla supremazia e la purezza della razza dei vampiri, sterminarono decine di licantropi che vivevano in quelle zone, da loro ritenuti creature inferiori. Klaus era fuori di sé della rabbia, per lui era un'offesa personale dato che è per metà un licantropo, quindi decide di sterminare tutti i vampiri colpevoli di quel massacro anche se Elijah provò a convincerlo a desistere per evitare di attirare l'attenzione di Mikael che a quel tempo dava ancora la caccia a Klaus. I due fratelli iniziarono a litigare e Klaus confessò che in realtà Rebekah si trovava in una bara dato che l'aveva pugnalata con il pugnale d'argento a Chicago nel 1920. Elijah era furiuoso, tra l'altro lui e Antoinette si identificarono l'uno nell'altra perché Antoinette non condivideva le ideologie del padre, infatti August e Mikael erano uguali, due padri dispotici che riversavano la loro rabbia sui figli, quindi Elijah aiutò Antoinette a scappare da Rostock. Tornando agli eventi presenti, Elijah in un primo momento si sente tradito dal fatto che Antoinette non gli avesse rivelato del loro primo vero incontro, avvenuto prima di sette anni fa a New York, ma poi la perdona. Greta spiega a Klaus che ci sono molti vampiri che come lei condividono la sua visione sulla supremazia dalla razza dei vampiri, loro sono un gruppo molto numeroso, e Hope essendo un ibrido rappresenta un'aberrazione che deve essere eliminata. Klaus usa il sangue di Hope per trasformare alcuni licantropi in ibridi, con lo scopo di provocare Greta, poi rimprovera Marcel per aver agito alle sue spalle con Freya con l'intento di indurre Hope a inibire la sua parte di licantropo, affermando che Marcel vuole solo riguadagnarsi la fiducia della comunità di New Orleans, e anche quella di Rebekah, sottolineando che il suo punto debole e che cerca sempre l'amore. Hope e Roman si baciano, la ragazza vuole ancora portare a termine l'incantesimo per inibire la sua natura di licantropo, dato che solo così Greta sarà disposta a liberare sua madre, e Roman afferma di conoscere una strega che può fare l'incantesimo, quindi i due lasciano la Salvatore Boarding School. Greta aggredisce Josh e scappa via dalla cripta, Klaus si scusa con Marcel per quello che gli ha detto prima, anche se Marcel in parte gli dà ragione. Klaus racconta a Marcel che affrontò August, quest'ultimo armato di balestra provò inutilmente a difendersi ma Klaus lo uccise, i seguaci di August cercarono di vendicarlo, Klaus fece cadere per terra la moneta con incisa la svastica con la promessa che chiunque l'avesse raccolta avrebbe ricevuto la sua clemenza, poi massacrò i seguaci di August ma sopraffatto dalla sua sete omicida uccise anche gli innocenti che si trovarono lì sul luogo della battaglia. Greta raccolse la moneta e chiese pietà per sé stessa e per i suoi figli, ovvero Antoinette e anche Roman, infatti quest'ultimo era il figlio di August e Greta nonché fratello adottivo di Antoinette. Klaus spiega a Marcel che Greta sarà una nemica agguerrita perché il giorno in cui uccise suo marito la infettò con lo stesso male con cui Esther e Mikael contaminarono Klaus il giorno in cui più di mille anni fa inibirono la sua natura di licantropo: la vergogna.
- Guest star: Nadine Lewington (Greta Sienna), Jamie Thomas King (August Muller), Jaime Murray (Antoinette Sienna), Jedidiah Goodacre (Roman Sienna).
- Ascolti USA: telespettatori 800 000 – share (18–49 anni) 1%[7]

## La fuga di Hope
- Titolo originale: What, Will, I, Have, Left
- Diretto da: Charles Michael Davis
- Scritto da: Marguerite MacIntyre

### Trama
Mentre fuggono dalla Salvatore Boarding School coperti da un incantesimo di occultamento per opera di Hope, Roman conduce Hope con l'inganno da sua madre, dove la incatena impedendole di fare incantesimi. Poi il ragazzo difende sua madre, che anche Hope scopre essere Greta.
Caroline e Klaus si uniscono per cercare la ragazza, dopo che Caroline lo avvisa della fuga di sua figlia. Mentre sono in auto i due parlano del loro passato insieme e Caroline ammette di non pentirsi di nulla.
Nel frattempo, Freya e Vincent discutono sul fatto che dovrebbero dire a Declan della vera natura di Hayley, ma Vincent è preoccupato che Declan possa avere lo stesso destino di Cami.
Vincent scopre che il ragazzo è effettivamente cugino di Cami e decide di tacere. Greta visita Antoinette e lì convince con l'inganno Elijah a difendere Roman contro Klaus, dicendo che Klaus vorrebbe ucciderlo perché il ragazzo esce con Hope e mentendo su ciò che in realtà sta succedendo.
Hayley, d'accordo con Hope lascia che il suo lato da lupo mannaro venga blindato, così da spezzare l'incantesimo di occultamento che Hope aveva fatto su di lei come ibrido e così Vincent e Freya riescono a localizzarla.
Immediatamente Hayley atterra la strega che ha svolto l'incantesimo mentre Hope fa lo stesso con Roman. Hope si rende conto che però la madre non può scappare con lei perché non essendo più un ibrido, è adesso un semplice vampiro e non può uscire alla luce del sole senza un anello solare.
Hayley convince Hope ad andarsene senza di lei, ma Greta arriva interrompendole.
Klaus e Caroline arrivano in contemporanea con Elijah che spezza il collo di Caroline mettendola fuori gioco e impedendo a Klaus di entrare in casa ed intervenire.
Hope é messa al tappeto da Greta e Roman guarda Hayley e Greta lottare.
Klaus riesce ad entrare proprio nel momento in cui Elijah lo trafigge alle spalle con un paletto.
Hayley capisce che Elijah non è sé stesso, e mentre vede Klaus sconfitto e Hope svenuta in terra, si rende conto che l'unico modo per salvare chi ama è sacrificare sé stessa. Strappa a Greta, che la tiene per la gola, il dito su cui porta l'anello solare e poi si getta fuori trascinando la meschina vampira con sé. Entrambe vengono divorate dalle fiamme e di loro non resta altro che cenere. 
- Special guest star: Candice King (Caroline Forbes).
- Guest star: Jedidiah Goodacre (Roman Sienna), Nadine Lewington (Greta Sienna), Jaime Murray (Antoinette Sienna), Torrance Coombs (Declan O'Connell), Shiva Kalaiselvan (Ivy).
- Altri interpreti: Esmeree Sterling (Strega).
- Ascolti USA: telespettatori 820 000 – share (18–49 anni) 1%[8]

## L'ultima profezia
- Titolo originale: God's Gonna Trouble the Water
- Diretto da: Carl Seaton
- Scritto da: Bianca Sams e Julie Plec

### Trama
Elijah e Antoinette visitano l'armata che Greta ha creato. Klaus, saputo della loro presenza, spezza il collo a Elijah e morde Antoinette poi imprigionando entrambi. Quando Elijah si risveglia e vede il morso sul collo della donna, fa un'offerta a Klaus: recuperare i suoi ricordi in cambio di una fiala del suo sangue.
Quando Klaus rifiuta, Elijah si rivolge a Marcel e Vincent, che alle spalle di Klaus decidono di aiutarlo e poi mandare via lui e Antoinette. Quando però incominciano l'incantesimo per riportare indietro i suoi ricordi, la sua mente sembra non obbedire e lui cade a terra svenuto. Vincent si accorge che qualcuno ha portato via la sua mente con la magia nera.
Nel frattempo, Hope affronta la morte di sua madre, accusando sé stessa.
Ivy crea poi una proiezione astrale per portare Klaus al funerale di Hayley, al quale si presenta l'armata di Greta, ma Hope dà fuoco a una delle auto e Josh la porta via. Klaus a quel punto vorrebbe recarsi sul luogo, ma Ivy glielo impedisce e gli mostra un grimorio di un veggente del 1700, che parla della fine del mondo e delle piaghe che si sarebbero riversate su di loro. Tutte le piaghe della lista si sono già avverate eccetto le ultime due: monsoni e poi la morte dei primogeniti. Il che vuol dire che se Klaus dovesse tornare ad avere contatti con uno dei suoi fratelli o con la figlia, si scatenerebbe il disastro e tutti i primogeniti a New Orleans morirebbero, incluse Freya e Hope.
Klaus prova a confortare la figlia sempre tramite proiezione astrale e le spiega che se tornasse in città, lei potrebbe morire, ma Hope lo manda via arrabbiata per via della sua assenza e dicendo che ormai non le importerebbe morire.
Durante il funerale di Hayley, Klaus si presenta e tiene la mano a Hope mentre le dice che le vuole bene e che non potrà più vederla mentre Hope promette che proverà a risolvere la situazione. Quando Klaus sta andando via, si ritrova intrappolato a casa sua, e lì incontra anche Elijah.
- Special guest star: Candice King (Caroline Forbes)[9].
- Guest star: Jaime Murray (Antoinette Sienna), Robert Baker (Emmett), Shiva Kalaiselvan (Ivy), Christina Moses (Keelin), Alexis Louder (Lisina).
- Ascolti USA: telespettatori 770 000 – share (18–49 anni) 1%[10]

## La gentilezza degli sconosciuti
- Titolo originale: The Kindness of Strangers
- Diretto da: Kellie Cyrus
- Scritto da: Beau DeMayo e Carina Adly MacKenzie

### Trama
Klaus e Elijah si ritrovano intrappolati in una "Chambre de Chasse", una riproduzione magica della loro casa dalla quale non riescono ad uscire. Ad uno ad uno, tutti i membri della famiglia Mikaelson si aggiungono a loro: Rebekah, Kol, Freya e Marcel per ultimo avvisandoli che la responsabile è Hope. Cercando le chiavi per aprire i lucchetti della porta, Kol e Marcel capiscono che non può essere stata la ragazza da sola in quanto nella casa si trova una stanza che Hope non può ricordare, perché era stata distrutta un secolo prima, la stanza della musica. Intuiscono quindi che sia Freya ad aiutare Hope e quando Klaus le ordina di lasciarli andare, lei spiega che Hope vuole provare a salvare la famiglia estraendo la magia dai loro corpi. Per uscire dalla trappola ognuno dei fratelli deve trovare la propria chiave, é Marcel a capire i meccanismi della mente di Hope e a trovare le ultime. Cercando in tutta la casa, Elijah comincia a ricordare dei piccoli particolari del suo passato, ma nulla di importante della sua vita e Marcel capisce che è lui stesso a non voler ricordare, per paura del dolore che ciò potrebbe causare in lui. Alla fine i fratelli riescono ad uscire dalla casa e si ritrovano nella mente di Elijah, il quale ancora non riesce ad aprire la porta rossa in cui sono racchiusi i suoi ricordi. Klaus sta per aprire la sua porta e tornare indietro, ma viene convinto da Rebekah ad aiutare Elijah ed i due insieme riescono ad attraversare l'uscio. Nel risvegliarsi nel suo corpo fisico, però, Elijah recupera i suoi ricordi, l'amore per Hayley e il modo in cui è morta. Annientato dal dolore, viene raggiunto da Klaus che gli dona una fiala del suo sangue per curare Antoinette. Elijah trova la donna delirante e fa in tempo a curarla, ma poi si scusa e la lascia sola.
Klaus e Freya parlano di Hope che sembra essere riuscita nel suo intento è che al momento dorme.
Infine Klaus legge alcune delle lettere che Hayley gli aveva spedito nel corso degli anni e che lui non ha mai aperto, commuovendosi; nel frattempo Elijah riveste i suoi panni per poi andare a vedere l'albero su cui Klaus ha inciso il nome di Hayley e si reca sul pontile dal quale è stata arsa la sua pira funebre.
- Special guest star: Claire Holt (Rebekah Mikaelson).
- Guest star: Nathaniel Buzolic (Kol Mikaelson), Jaime Murray (Antoinette Sienna).
- Ascolti USA: telespettatori 860 000 – share (18–49 anni) 1%[11]

## Non ci resta molto tempo per amare
- Titolo originale: We Have Not Long to Love
- Diretto da: Bethany Rooney
- Scritto da: K.C. Perry e Michelle Paradise

### Trama
Hope incolpa Elijah della morte di Hayley indipendentemente dal fatto che avesse perso i suoi ricordi. Quando i sussurri nella mente di Hope diventano più forti, Hope si reca da Declan per chiedergli dell'assenzio per un incantesimo. Anche Elijah si trova lì e Hope sfoga su di lui la propria rabbia. Hope confessa a Klaus che i sussurri si sono calmati solo mentre colpiva Elijah.
Nel frattempo, i vampiri affiggono volantini in giro per la città avvertendo i lupi mannari che se non si allontaneranno da New Orleans, li costringeranno ad andare via. 
I notturni soggiogano un umano affinché vada dai lupi mannari e faccia scoppiare una bomba che uccide Lisina, mentre Keelin viene ferita e Freya, scossa da quel momento, capisce che era il momento di chiederle di sposarla. 
La diatriba termina in uno scontro tra i lupi e i vampiri, e quando Vincent tenta di incendiarli si accorge che hanno una strega dalla loro parte e che non si trovano realmente lì, ma sono solo proiezioni. Capisce che Ivy è in pericolo e corre ad avvertirla alla Città dei Morti dove sta pregando insieme con le altre streghe, ma è troppo tardi e tutti hanno già bevuto dai calici avvelenati. Ivy muore tra le braccia di Vincent.
- Guest star: Alexis Louder (Lisina), Christina Moses (Keelin), Torrance Coombs (Declan O'Connell), Robert Baker (Emmett), Shiva Kalaiselvan (Ivy).
- Altri interpreti: David Shae (Uomo).
- Ascolti USA: telespettatori 770 000 – share (18–49 anni) 1%[12]

## Il destino di Ivy
- Titolo originale: There in the Disappearing Light
- Diretto da: Daniel Gillies
- Scritto da: Eva McKenna e Jeffrey Lieber

### Trama
Ivy si risveglia in transizione. Vincent vorrebbe che lei restasse completando la trasformazione, ma lei non vuole e insieme liberano le anime di tutti coloro che sono rimasti intrappolati in un'altra dimensione e dei quali viene sfruttata la magia. Ivy infine si lascia morire.
Dopo vari tentativi falliti per eliminare le voci che Hope sente nella sua testa, Klaus rapisce ed imprigiona Roman. Antoinette lo scopre e chiede ad Elijah di farlo ragionare. Hope finisce per torturare Roman ma è riluttante ad ucciderlo. Elijah escogita un piano per aiutare Hope a liberarsi delle voci. Nel frattempo, Marcel cerca di sconfiggere gli estremisti ma finisce per essere catturato, lì gli viene prelevato il suo veleno. Josh lo salva ma finisce lui stesso per essere avvelenato e morire. Finalmente in pace, Josh ritroverà il suo amore perduto anni prima. Antoinette attira gli estremisti in una chiesa, nella quale arrivano poi Marcel, Hope, Klaus ed Elijah. Lì Hope sfoga la sua rabbia, uccidendo tutti. Declan e Bill si trovano però nella sacrestia in cerca di alcuni documenti e la magia fa effetto anche su di loro. Mentre Klaus aiuta Declan, il quale è solo stordito, trova Bill morto sotto una libreria. La morte dell'uomo scatena la maledizione di Hope, attivando il suo gene da licantropo.
- Guest star: Shiva Kalaiselvan (Ivy), Jedidiah Goodacre (Roman Sienna), Torrance Coombs (Declan O'Connell), Robert Baker (Emmett), Jaime Murray (Antoinette Sienna), Colin Woodell (Aiden).
- Altri interpreti: Ian Pala (Max), Jimmy Ray Pickens (Bill).
- Ascolti USA: telespettatori 770 000 – share (18–49 anni) 1%[13]

## La trasformazione
- Titolo originale: Til the Day I Die
- Diretto da: Geoff Shotz
- Scritto da: Kyle Arrington e Marguerite MacIntyre

### Trama
Kol, Rebekah e Davina tornano a New Orleans per il lieto evento: il matrimonio di Keelin e Freya. Declan informa Marcel che leggendo tra gli appunti di Kieran ha scoperto che lui è un vampiro, Marcel non potendo usare su di lui la compulsione dato che ha assunto la verbena, lo colpisce con un pugno mettendolo al tappeto, per fargli sbollire la rabbia dato che Declan ha intenzione di allertare la comunità umana contro il soprannaturale. Elijah ricorda che a Manosque incontrò Hayley, di cui non aveva ricordo, i due passarono la giornata insieme sebbene non accadde nulla tra i due, infatti Elijah voleva rimanere fedele a Antoinette. Inizialmente Freya era incerta se voler sposare Keelin o meno, dato che la strega non vuole avere figli, ma Rebekah la aiuta a cambiare idea. Davina scopre che non esiste rimedio per aiutare Hope, il Vuoto la sta lentamente consumando, è solo questione di giorni e lei morirà. Davina fa capire a Marcel che sta sbagliando a tagliare fuori Declan dalla verità, e che le battaglie a New Orleans non finiranno mai se lui, che è al vertice di tutto, non cambierà sistema. Kol fa da cerimoniere, e Freya finalmente può sposare la sua amata Keelin, dopo che Klaus ha trovato la location. Marcel decide di venire incontro a Declan, lui dovrà tutelare gli umani e Marcel lo istruirà su come comportarsi. 
A festa conclusa, Klaus va nella camera della figlia con l'intenzione di dirle che sta morendo, ma non trova il coraggio, così va da Elijah e si lascia andare alle lacrime durante un abbraccio consolatorio.
- Special guest star: Claire Holt (Rebekah Mikaelson), Danielle Campbell (Davina Claire).
- Guest star: Nathaniel Buzolic (Kol Mikaelson), Christina Moses (Keelin), Torrance Coombs (Declan O'Connell).
- Altri interpreti: Sharonne Lanier (Organizzatrice di matrimoni).
- Ascolti USA: telespettatori 680 000 – share (18–49 anni) 1%[14]

## Racconto di due lupi
- Titolo originale: The Tale of Two Wolves
- Diretto da: Rudy Persico
- Scritto da: Carina Adly MacKenzie e Julie Plec

### Trama
Per salvare la vita di Hope, Klaus la porta a Mystic Falls insieme con Elijah. Qui chiede a Caroline di aiutarlo, le sue figlie, uniche eredi della congrega Gemini, essendo streghe conduttrici, ossia capaci di trasportare la magia da un corpo a un altro, dovranno estrarre la magia da Hope durante la sua trasformazione in lupo e poi inserirla nel corpo di Klaus. Caroline è contraria e teme le conseguenze di un così grande potere in una persona come Klaus, ma lui la rassicura dicendole che si lascerà murare vivo e gettare nell'oceano. Ma proprio quando Caroline acconsente, Alaric viene a conoscenza del piano e trafigge Klaus con una freccia rinchiudendolo nei sotterranei. A quel punto Klaus rivela il suo vero piano: ha con sé un paletto di quercia bianca che servirà a ucciderlo subito dopo l'incantesimo. A malincuore, Caroline acconsente. 
Hope passa del tempo con Elijah, ma a un certo punto sviene e si risveglia nell'aldilà, dove vede sua madre, la quale le mostra di aver trovato la pace e le dice di averla perdonata. La ragazza rinviene tra le braccia di Klaus. Caroline rivela a Klaus i sentimenti che da sempre prova per lui, ma proprio quando lui sta per baciarla, l'orologio rintocca la mezzanotte, e Caroline gli dice che è ora di andare. Klaus resta a guardare la figlia ballare con un ragazzo per qualche minuto ancora, mentre Caroline si allontana osservandolo tristemente per l'ultima volta. Elijah, scoperto il piano, vuole sacrificarsi al posto del fratello, ma lui glielo impedisce. 
Klaus porta Hope nel bosco, dove le dice che sua madre vorrebbe che avvenisse, lì ha inizio la trasformazione, mentre le figlie di Caroline incominciano l'incantesimo. Finita la trasformazione di Hope, lei si allontana nel bosco, mentre Klaus raggiunge le due streghe, che trasportano la magia in lui. Elijah, rinvenuto, si avvicina a Klaus, il quale estrae il paletto sul punto di auto pugnalarsi.
- Special guest star: Candice King (Caroline Forbes), Matt Davis (Alaric Saltzman).
- Guest star: Allison Gobuzzi (Lizzie Saltzman), Bella Samman (Josie Saltzman), Aria Shahghasemi (Landon Kirby), Nathan Parsons (Jackson Kenner).
- Ascolti USA: telespettatori 850 000 – share (18–49 anni) 1%[15]

## La promessa
- Titolo originale: When the Saints Go Marching In
- Diretto da: Lance Anderson
- Scritto da: Julie Plec (soggetto); Jeffrey Lieber (sceneggiatura)

### Trama
Klaus è sul punto di pugnalarsi, quando Hope arriva e lo blocca con la magia. Riportato Klaus a casa, la figlia cerca in tutti i modi una cura per lui, ma Freya le spiega che non ne esiste una e che con un ibrido potente come suo padre non ci vorrà molto che la magia lo faccia impazzire completamente. Freya con un incantesimo temporaneo riesce a trasmettere un po' di magia su Elijah in modo da rendere cosciente Klaus nei suoi ultimi attimi. Caroline arriva a New Orleans e chiede a Klaus di farle fare il tour della città che le aveva promesso anni prima. Poi gli dice addio e che non lo dimenticherà mai. Klaus torna a casa e capisce grazie a Caroline di dover dire addio alla sua famiglia e a Hope in particolare. 
Insieme i Mikaelson cenano per l'ultima volta, ridendo intorno alla tavola imbandita, lì Marcel promette a Hope che per lei ci sarà sempre. 
Alla fine della cena, Klaus rinnova la sua promessa del "Sempre e per sempre", poi prende da parte Hope e le dice addio, mentre lei gli promette che cercherà di andare avanti. 
Rebekah ed Elijah accompagnano Klaus fuori casa, lì Klaus dice a Rebekah di aver chiesto a Caroline di procurare la cura per lei e che quando si sentirà pronta potrà andare a prenderla e vivere da umana. Rebekah torna da Marcel, che sta preparando la partenza da New Orleans di tutti i vampiri, e gli dice che prenderà la cura ma che se lui è disposto a vivere con lei fino al suo ultimo respiro, accetta di sposarlo, Marcel acconsente.
Elijah e Klaus, seduti su una panchina, parlano della loro vita e di come questa sia stata una grande avventura, poi Elijah spezza a metà il paletto di quercia bianca e dice al fratello che andrà con lui. Klaus è contrario, ma Elijah gli spiega come lo scopo della sua vita è sempre stato la redenzione del fratello, e adesso che lui sta facendo questo grande sacrificio, non ha più nessuna ragione per vivere e nessun futuro che lo attende. Mentre Hope dipinge un quadro che ritrae la sua famiglia e Hayley è dietro di lei che la osserva sorridendo, i due fratelli si alzano in piedi. Elijah dice a Klaus che è stato un onore essere suo fratello, poi i due si pugnalano a vicenda, e le ceneri dei loro corpi si disperdono nell'aria.
- Special guest star: Claire Holt (Rebekah Mikaelson), Leah Pipes (Camille O'Connell), Candice King (Caroline Forbes).
- Guest star: Nathaniel Buzolic (Kol Mikaelson), Sebastian Roché (Mikael), Christina Moses (Keelin).
- Ascolti USA: telespettatori 860 000 – share (18–49 anni) 1%[16]